# Armstrong Whitworth F.K.8
El Armstrong Whitworth F.K.8 era un biplano biplaza de cometidos generales (fue usado como bombardero y avión de reconocimiento) británico de la Primera Guerra Mundial utilizado por el Royal Flying Corps y construido por la fábrica Armstrong Whitworth Aircraft.

## Diseño y Desarrollo
La aeronave denominada el  “Big Ack”  fue diseñada por Frederick Koolhoven (diseñador holandés), como reemplazo del Royal Aircraft Factory B.E.2c y el Armstrong Whitworth F.K.3. Fue diseñado como una aeronave más sólida con un fuselaje más ancho para permitir la colocación del equipo especial necesario para llevar a cabo su papel de cooperación con el ejército, y un motor enfriado por agua más confiable. Así, se convirtió en un diseño que rivalizaba con el Royal Aircraft Factory R.E.8. La primera aeronave de este tipo hizo su vuelo inaugural en mayo de 1916y fue enviada al Royal Flying Corps Central Flying School (Escuela Central de Vuelo del RFC) en Upavon. Aunque era más sencillo de volar que el Royal Aircraft Factory R.E.8, y mucho más sólido, su desempeño era más adecuado y compartía la inherente estabilidad de los modelos construidos por la Royal Aircraft Factory. No obstante, un total de 1.650 fueron construidos y el modelo sirvió conjuntamente con el R.E.8 hasta el final de la guerra. Los ejemplares de ulterior producción tenían un tren de aterrizaje con mejores líneas aerodinámicas y las más grandes cajas de radiador fueron reemplazadas por unidades más estrechas en sus líneas

## Servicio operacional
El F.K.8 sirvió con muchos escuadrones en operaciones en lugares tan diversos como Francia, Macedonia, Palestina y en la defensa de la tierra patria, probando ser más popular en servicio que su contemporáneo mejor conocido (el R.E.8). El primer escuadrón en utilizarlo fue el Escuadrón N.º  35 RFC. El F.K.8 fue principalmente utilizado por el cuerpo de aviación en la misiones de reconocimiento, pero también fue utilizado como un bombardero ligero, siendo capaz de cargar hasta seis bombas de humo de 40 libras conteniendo fósforo; hasta cuatro bombas convencionales de 65 libras o dos bombas convencionales de 112 libras en soportes bajo las alas.
Dos condecoraciones Victoria Cross (Cruz Victoria) fueron otorgadas a pilotos del F.K.8, una al teniente segundo Alan Arnett McLeod del Escuadrón N.º  2 RFC el 27 de marzo de 1918, y la otra al capitán Ferdinand Maurice Felix West del Escuadrón N.º  8 RAFel 10 de agosto de 1918.
Con el R.E.8, el F.K.8 fue programado para ser reemplazado en el cuerpo de aviación en su modalidad de avión de reconocimiento por una versión del Bristol Fighter con un motor Sunbeam Arab. Desafortunadamente, el motor fue insatisfactorio y esta versión del Bristol nunca entró en servicio. Como el R.E.8, el F.K.8 fue también rápidamente descartado con el final de la guerra. El último escuadrón con este avión el Escuadrón N.º 150 RFC fue desmovilizado en Kirec, Grecia el 18 de septiembre de 1918.

## Servicio civil
Ocho aeronaves fueron registradas para uso civil luego del final de la guerra, dos de ellas fueron utilizadas en Australia , donde formaron parte de una flota mixta de aviones de alquiler en la Queensland and Northern Territory Aerial Services Ltd (Servicios Aéreos de Queensland y del Territorio Norte) (después Qantas ).

## Operadores

### Civiles
- Australia: Qantas

### Militares
- Reino Unido: Royal Flying Corps Royal Air Force

### Escuadrones usuarios del F.K.8
- Escuadrón RAF N.º 2
- Escuadrón RAF N.º 8
- Escuadrón RAF N.º 10
- Escuadrón RAF N.º 17
- Escuadrón RAF N.º 31
- Escuadrón RAF N.º 35
- Escuadrón RAF N.º 39
- Escuadrón RAF N.º 47
- Escuadrón RAF N.º 50
- Escuadrón RAF N.º 55
- Escuadrón RAF N.º 82
- Escuadrón RAF N.º 98
- Escuadrón RAF N.º 142
- Escuadrón RAF N.º 150

## Especificaciones (F.K.8)
Datos de The Encyclopedia of World Aircraft

### Características generales
- Tripulación: Dos, piloto y observador.
- Longitud: 9,58 m (31 ft 5 in)
- Envergadura: 13,26 m (43 ft 6 in)
- Altura: 3,33 m (10 ft 11 in)
- Área del ala: 50,17 m² (540 ft2)
- Peso vacío: 869 kg (1.916 lb)
- Máximo peso de despegue: 1.275 kg (2.811 lb)
- Motor: 1 x Beardmore en línea, de 6 cilindros de 112 kW (160 hp)

### Rendimiento
- Velocidad máxima: 153 km/h (95 mph, 83 nudos) a nivel del mar.
- Techo operativo: 3.960 m (13 000 ft)
- Autonomía: 03 horas.

## Contenido Relacionado

### Secuencia de designación
F.K.2 – F.K.3 - F.K.5 – F.K.8 - F.K.9 - F.K.10